# Sylvia Anderson
Sylvia Anderson (Londen, 27 maart 1927 – Bray, 15 maart 2016), geboren als Sylvia Beatrice Thomas, was een Britse stemactrice en producer. Ze is vooral bekend van haar medewerking aan Thunderbirds en andere poppenfilmseries die ze maakte met haar echtgenoot Gerry Anderson.

## Levensloop
Sylvia Thomas woonde van 1946 tot 1950 met haar eerste echtgenoot, de golfer Jack Brooks, in de Verenigde Staten. Na de scheiding keerde ze met haar dochtertje terug naar het Verenigd Koninkrijk, waar ze in 1952 hertrouwde met George Thamm. Ook dit huwelijk duurde niet lang. Ze ontmoette Gerry Anderson toen beiden werkten voor Polytechnic Films, zij als secretaresse en hij als editor en regisseur. Samen met Gerry en diens collega Arthur Provis richtte ze in 1956 het filmbedrijf AP Films op. De twee kregen een relatie. Gerry scheidde van zijn eerste vrouw en trouwde met Sylvia in 1960. Samen kregen ze een zoon.
Bij AP Films, later omgedoopt tot Century 21, werkte Sylvia mee aan de series van Gerry. Ze bedacht veel personages en sprak de vrouwenstemmen in. Haar bekendste rol is die van Lady Penelope Creighton-Ward in Thunderbirds. Oorspronkelijk wilde Gerry Anderson actrice Fenella Fielding vragen voor de rol, maar Sylvia kon hem overhalen die aan haar te geven. Ze was vooral betrokken bij de creatie van Captain Scarlet and the Mysterons.
De samenwerking tussen Gerry Anderson en Sylvia Anderson stopte na hun scheiding in 1980 gedurende de productie van het eerste seizoen van Space 1999. Hierna verbrak ze al haar connecties met Gerry en zijn productieteam.
In tegenstelling tot haar ex-man zocht Sylvia Anderson niet de schijnwerpers op en bleef op de achtergrond. Wel schreef ze een autobiografie Yes M'Lady, die vooral haar tijd achter de schermen van Thunderbirds beschrijft. Haar tweede boek, My Fab Years, kwam uit in 2007. In 2013 werkte zij samen met dochter Dee Anderson als jazz-zangeres voor het televisieprogramma The Last Station.
Anderson was bekend om haar werk voor goede doelen en zette zich in tegen borstkanker.
Anderson overleed in 2016 op 88-jarige leeftijd.
- Bibliothèque nationale de France: cb13983840z (data)
- Gemeinsame Normdatei: 1024443418
- International Standard Name Identifier: 0000 0003 6643 1113
- Library of Congress Control Number: no2008188471
- MusicBrainz: e374fd33-3e92-4694-8b35-93a09a0b01d5
- SNAC: w61n91b0
- Système universitaire de documentation: 085266493
- Virtual International Authority File: 10042744
- WorldCat: E39PCjtdGkTW6xvqyCkhR8tKr3